# Bách Tế Thánh vương
Thánh Vương, Minh Vương hay Thánh Minh Vương (mất 554, trị vì 523–554) là vị quốc vương thứ 26 của Bách Tế, một trong Tam Quốc Triều Tiên. Ông là vương tử của Bách Tế Vũ Ninh Vương. Ông đã đưa Phật giáo lên làm quốc giáo, dời đô, và đã thành công trong việc khai hoang vùng đất ở trung tâm bán đảo Triều Tiên.

## Đối ngoại và Phật giáo
Thánh Vương là một người bảo trợ vĩ đại của Phật giáo tại Triều Tiên, và đã cho xây nhiều đền chùa và chào đón các sư tăng đem kinh Phật đến thẳng từ Ấn Độ. Năm 528, Bách Tế chính thức coi Phật giáo là quốc giáo. Ông duy trì quan hệ quốc gia với nhà Lương Trung Quốc cũng như Nụy Quốc tại Nhật Bản.
Ông cử sứ thần sang Lương vào năm 534 và 541, thỉnh cầu thợ thủ công cũng như các công trình Phật giáo khác và một thầy tăng. Theo sử sách Trung Hoa, tất cả các yêu cầu này đều được đáp ứng. Một đoàn sứ thần được cử đi vào năm 549, và đến kinh đô nhà Lương khi nó đã nằm trong tay của quân nổi loạn Hầu Cảnh, đoàn sứ thần bị đưa vào nhà giam để kêu than về sự thất thủ của kinh đô.
Ông được thuật là đã cử một đoàn sứ thần bao gồm Norisachigye (노리사치계, 怒利斯致契, Nộ Lợi Tư Trí Khiết ?-?) vào năm 538 đến Nhật Bản và mang theo một bức họa Phật Thích Ca Mâu Ni và một số kinh Phật đến triều đình Nhật Bản. Điều này theo truyền thống được coi là sự giới thiệu chính thức của Phật giáo vào Nhật Bản. Một miêu tả về việc này được ghi trong Gangōji Garan Engi (Nguyên Hưng tự Già lam Khởi tịnh).

## Dời đô
Năm 538, ông dời đô từ Hùng Tân (Ungjin, nay là Gongju) xuống sâu hơn về phía nam đến Tứ Tỉ (Sabi, nay là Buyeo), ven sông Geum (Cẩm Giang). Không giống như lần dời đô trước từ Uý Lễ Thành về Hùng Tân do áp lực quân sự từ Cao Câu Ly, việc dời đô đến Tứ Tỉ do nhà vua tiến hành nhằm làm tăng cường quyền lực của vương tộc, được sự trợ giúp chính trị của gia tộc Tát (Sa) có căn cứ tại Tứ Tỉ.
Ông hoàn tất việc tái tổ chức quản lý đất nước nhằm tăng cường quyền kiểm soát trung ương, để chống lại quyền lực của các gia tộc quý tộc. Ông cũng đổi tên hiệu của đất nước thành Nam Phù Dư (Nambuyeo), để nhấn mạnh liên kết với Phù Dư Quốc xưa kia.

## Chiến tranh
Liên minh Già Da đã bị suy yếu phần lớn vào thời điểm đó, các thành bang phía tây bắc của liên minh nằm dưới sự ảnh hưởng của Bách Tế trong khi các thành bang ở phía tây nam chịu ảnh hưởng của Tân La (đời vua Tân La Chân Hưng Vương). Thành bang A La Già Da tìm cách duy trì nền độc lập của mình bằng cách tự liên minh mình với Cao Câu Ly, và sau đó mời Cao Câu Ly (đời vua Cao Câu Ly Dương Nguyên Vương) xâm lược Bách Tế và năm 548. Vua Cao Câu Ly Dương Nguyên Vương đã cử 6.000 lính tấn công thành Ngốc Sơn (Doksan) của Bách Tế song Tân La (đời vua Tân La Chân Hưng Vương) đã cho một đội quân chi viện cho Bách Tế. Nỗ lực của A La Già Da nhằm làm suy yếu ảnh hướng của Bách Tế này đã không thành công khi Cao Câu Ly thất bại trong chiến tranh.
Bách Tế đã duy trì một thế kỷ liên minh với nước láng giềng Tân La, để cân bằng với mối đe dọa của Cao Câu Ly ở phía bắc. Với sự hỗ trợ của Tân La (đời vua Tân La Chân Hưng Vương) và liên minh Già Da, Thánh Vương đã lãnh đạo một chiến dịch dài ngày để nhằm lấy lại Thung lũng sông Hán, vùng đất trung tâm trước đây của Bách Tế bị mất về tay Cao Câu Ly vào năm 475.
Cuộc chiến nổ ra từ năm 549 khi cả Bách Tế và Tân La (đời vua Tân La Chân Hưng Vương) cùng nhau bắc tiến chiếm nhiều thành trì của Cao Câu Ly (đời vua Cao Câu Ly Dương Nguyên Vương). Năm 550, một loạt thành trì phía nam Cao Câu Ly bị Tân La chiếm đóng. Bách Tế chiếm lại cố đô đầu tiên vào năm 551 và Tân La cũng chiếm thêm nhiều thành trì của Cao Câu Ly. Năm 552, Tân La tiếp tục tiến quân lên đông bắc chiếm thêm nhiều vùng đất của Cao Câu Ly. Chiến dịch lên đến đỉnh điểm vào năm 553 với chiến thắng của Bách Tế trong một loạt các trận chiến hao tốn tiền của trước các công sự của Cao Câu Ly (đời vua Cao Câu Ly Dương Nguyên Vương).
Tuy nhiên, theo một thỏa ước bí mật với Cao Câu Ly (đời vua Cao Câu Ly Dương Nguyên Vương), quân Tân La của vua Tân La Chân Hưng Vương đã giả vờ đến hỗ trợ và sau đó đã tấn công quân Bách Tế vốn đã mệt mỏi và cuối cùng làm chủ toàn bộ khu vực Thung lũng sông Hán vào năm 553.
Tức giận trước sự phản bội này, năm sau (năm 554), Thánh Vương đã phát động một cuộc tấn công trả đũa Tân La. Cuộc tấn công này do thái tử (và sau này trở thành vua Bách Tế Uy Đức vương) lãnh đạo và liên minh với thành bang Đại Già Da. Thành bang Cổ Ninh Già Da vì có liên minh hôn nhân với Tân La từ năm 522 nên đã không tham gia cùng liên quân Bách Tế-Đại Già Da đánh Tân La. Tuy nhiên quân Tân La đã đánh bại liên quan Bách Tế-Đại Già Da và tiến hành tấn công vào lãnh thổ của Bách Tế, chiếm nhiều thành trì ở đông bắc của Bách Tế. Kết cục là Thánh Vương cùng 30.000 quân Bách Tế đã bị giết tại thành Quản Sơn (Gwansan) trong cuộc chiến thảm khốc này. Quân đội Đại Già Da cũng chịu thiệt hại nặng nề trong trận này. Thất bại này đã dẫn đến sự sút giảm đáng kể quyền lực của hoàng gia Bách Tế. Chính sách đối đầu với Tân La này làm cho các thành viên khác của liên minh Già Da xa lánh thành bang Đại Già Da, và Đại Già Da đã mất vị trí lãnh đạo liên minh cho thành bang A La Già Da (Ara Gaya).

## Di sản
Vương tử thứ ba của ông, Thái tử Lâm Thánh (琳聖太子, Imseongtaeja), đã đến Nhật Bản (đời Thiên hoàng Kimmei), sau khi phụ thân bị giết vào năm 554. Thái tử Lâm Thánh được cho là đã đóng một vai trò quan trọng trong sự hình thành của nhà nước Nhật Bản thời kỳ đầu. Bách Tế Uy Đức vương lên kế vị ngôi vua Bách Tế.